# Латко Василь Петрович
Василь Петрович Латко (нар. 18 січня 1923 — 23 липня 1972) — учасник німецько-радянської війни, повний кавалер ордена Слави.

## Біографія
Народився 18 січня 1923 року в селі Колодіївка (нині Пулинського району Житомирської області України) в сім'ї службовця. Українець. Після закінчення 7 класів і спеціальних курсів працював бухгалтером районної споживспілки.
У Червоній Армії і на фронтах німецько-радянської війни з жовтня 1943 року. У складі 26-го гвардійського кавалерійського полку 7-ї гвардійської кавалерійської дивізії 1-го гвардійського кавалерійського корпусу брав участь у Київської оборонної, Житомирсько-Бердичівської, Рівне-Луцької та Проскурівсько-Чернівецької операції.
9 березня 1944 року розвідник взводу кінної розвідки гвардії червоноармієць Латко у складі групи при виконанні бойового завдання на західному березі річки Стир в районі населеного пункту Мстишин захопив німецького єфрейтора і доставив у штаб полку. При поверненні групи із завдання, відбиваючись від переслідування, знищив чотирьох солдатів противника. За весь період боїв на західному березі річки вогнем з автомата і гранатами вбив сімох солдатів противника, крім того трьох супротивників взяв у полон.
Наказом командира 7-ї гвардійської кавалерійської дивізії від 28 березня 1944 року за мужність, виявлену в боях з ворогом, гвардії червоноармієць Латко нагороджений орденом Слави 3-го ступеня.
19 червня 1944 року гвардії червоноармієць Латко в бою за місто Кам'янка-Бузька, перебуваючи в бойових порядках підрозділу, при відображенні ворожої атаки з автомата знищив шістьох солдатів і офіцерів противника, гранатами придушив кулемет.
Наказом по військам 1-го Українського фронту від 20 вересня 1944 року гвардії червоноармієць Латко нагороджений орденом Слави 2-го ступеня.
Надалі він брав участь у Карпатсько-Дуклінської, Сандомирско-Сілезької, Нижньосілезької і Берлінській операціях.
20-29 квітня 1945 року, беручи участь у відбитті неодноразових контратак противника біля населеного пункту Лейппен (в 12-ти км на півд.-захід від міста Майсен), з автомата вразив понад десяти і взяв у полон чотирьох солдатів і одного офіцера.
Указом Президії Верховної Ради СРСР від 27 червня 1945 року за мужність, відвагу і героїзм, виявлені в боротьбі з загарбниками, гвардії червоноармієць Латко Василь Петрович нагороджений орденом Слави 1-го ступеня.
Війну закінчив у Чехословаччині. У 1947 році демобілізований. Жив на батьківщині, в селі Колодіївка. Працював бухгалтером Червоноармійського районного споживспілки.
У повоєнний час нагороджений орденом Вітчизняної війни 1 ступеня.
Помер 23 липня 1972 року.